# Portugiesische EU-Ratspräsidentschaft 2007

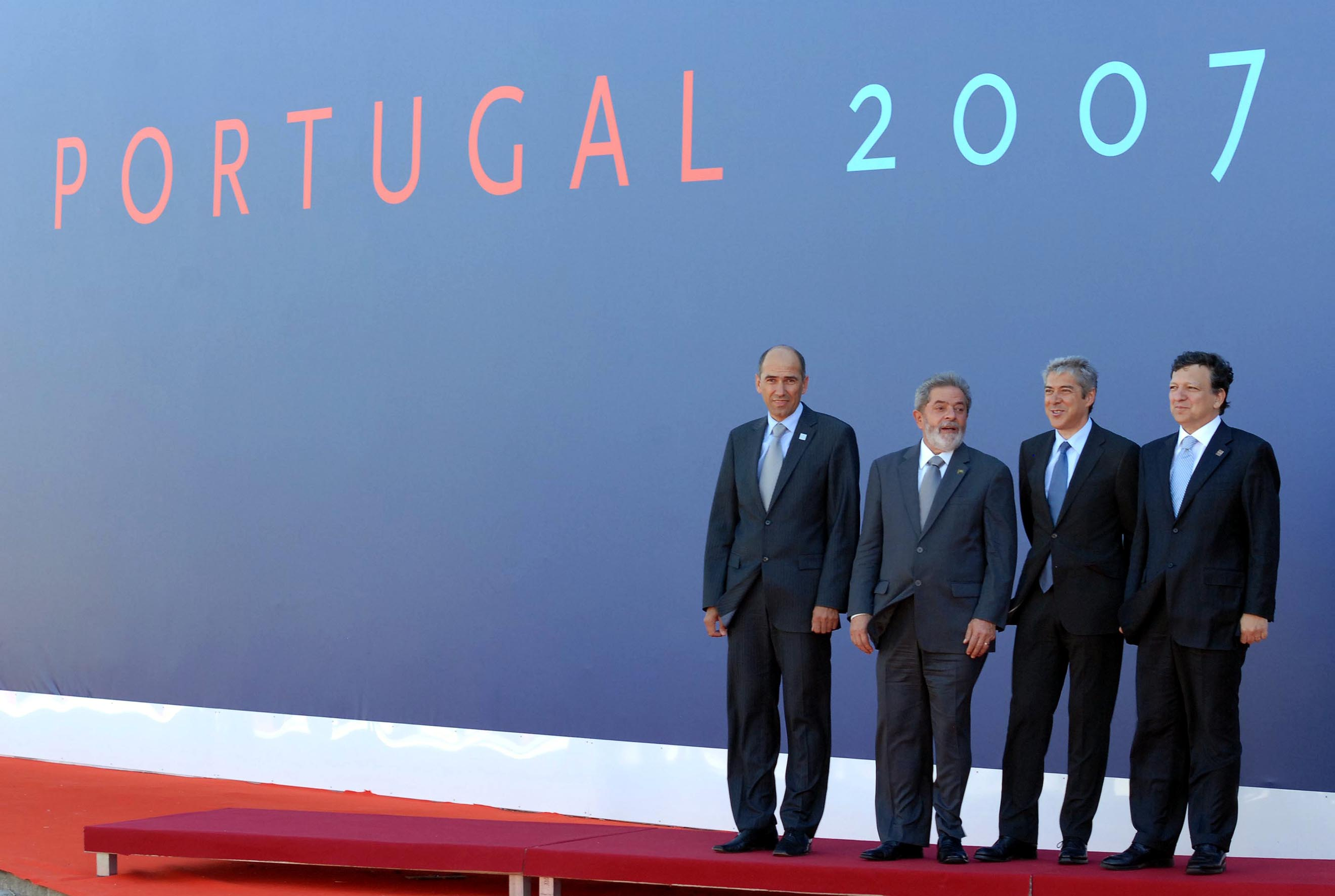
Während der portugiesischen EU-Ratspräsidentschaft fand am 4. Juli 2007 die EU-Brasilien-Konferenz Lissabon statt

Die Portugiesische EU-Ratspräsidentschaft in der zweiten Jahreshälfte 2007 bezeichnet den Vorsitz Portugals im Rat der Europäischen Union. Auf Grundlage von Art. 203 Satz 1 EG-Vertrag in Verbindung mit dem Ratsbeschluss 2005/902/EG, Euratom hatten die Mitglieder des Kabinett Sócrates I den Vorsitz im Rat der Europäischen Union vom 1. Juli bis zum 31. Dezember 2007 inne. Ministerpräsident José Sócrates war Vorsitzender des Europäischen Rates, Außenminister Luís Amado leitete den Rat für Allgemeine Angelegenheiten und Außenbeziehungen.

## Politische Agenda
Bereits am 15. Mai 2007 stellte der portugiesische Außenminister Luís Amado anlässlich einer politischen Debatte von Friends of Europe in Brüssel Schwerpunkte des politischen Programms der portugiesischen Ratspräsidentschaft vor. In Fortführung der Anstrengungen der deutschen Präsidentschaft widmete sich die Regierung Sócrates der Lösung der europäischen Verfassungskrise; am 13. Dezember 2007 wurde hierzu der Vertrag von Lissabon unterzeichnet. Daneben standen die Wettbewerbsfähigkeit des europäischen Wirtschaftsraumes im Rahmen der Lissabon-Strategie sowie die Sicherheits- und Außenpolitik im Mittelpunkt.